# Fujiwara no Kenshi
Fujiwara no Kenshi (藤原賢子/ ふじわら の けんし 1057–1084) là hoàng hậu (chūgū) của Thiên hoàng Shirakawa. Bà là con gái của Hữu đại thần Minamoto Akifusa, về sau được Quan bạch Fujiwara no Morozane nhận làm con nuôi nên lấy họ Fujiwara.

## Con cái
- Thân vương Atsufumi (敦文親王; 1075–1077)
- Nội thân vương Yasuko (媞子内親王), sau là Ikuhomon'in (郁芳門院)
- Nội thân vương Reishi (令子内親王), saigū
- Thân vương Taruhito (善仁親王), sau khi lên ngôi lấy hiệu là Thiên hoàng Horikawa
- Nội thân vương Shinshi (禛子内親王; 1081–1156)—Tsuchimikado Saiin (土御門斎院)